# Детки напрокат
«Детки напрокат» — российский семейный комедийный фильм режиссёра Таисии Игуменцевой, указанной в титрах как Татьяна Капитан. Премьера в России состоялась 23 ноября 2017 года. Слоган фильма: «Инструкция по выживанию для каждой семьи».
Фильм получил приз за лучший семейный фильм на кинофестивале «Улыбнись, Россия!» в Туле. На фестивальной сцене картину представили юные актёры, исполнители главных ролей: Диана Антосяк и Эрик Холявко-Гришин. Это уже вторая по счёту крупная награда «Деток напрокат»: фильм также завоевал приз Юла Бриннера на XV Международном кинофестивале стран АТР «Меридианы Тихого» в 2017 году.
На XV Международном кинофестивале «Меридианы Тихого» фильм «Детки напрокат» завоевал приз Юла Бриннера за лучший актёрский дебют: его разделили между собой юные актёры Диана Антосяк и Эрик Холявко-Гришин. Приз имени Юла Бриннера учреждён в память о голливудском актёре, лауреате премии «Оскар», родившемся во Владивостоке.
Кроме того, «Детки напрокат» уже побывали на ряде российских фестивалей: фильм был представлен на ХХV фестивале российского кино «Окно в Европу» (Выборг) сразу в двух программах: «Кино — детям» и «Выборгская премьера», а также на II Уральском фестивале российского кино в программе «Гала-премьеры».

## Сюжет
Макс и Венера так непохожи на своих родителей, как будто их подменили в роддоме. Обратившись к психологу, родители получают неожиданный совет — поменяться детьми. Так каждый получит такого ребёнка, о котором мечтал. Но недаром говорят: бойтесь своих желаний!

## В ролях
- Равшана Куркова — Ульяна
- Артём Ткаченко — Костя
- Диана Антосяк — Венера, дочка Ульяны
- Эрик Холявко-Гришин — Максим, сын Кости
- Алла Михеева — другая Венера
- Роман Курцын — велосипедист
- Владимир Епифанцев — рекламодатель
- Ян Цапник — бывший клиент Ульяны
- Владимир Маркони — дальнобойщик
- Ольга Тумайкина — Алёна, клиентка Ульяны
- Сергей Никоненко — Владимир, дачник
- Сергей Епишев — Сергей Амурский, псевдопсихолог-аквариумист
- Алексей Вертков — папа Венеры
- Ёла Санько — жена Владимира
- Дмитрий Богдан — велосипедист
- Валерий Гаркалин — дедушка Венеры
- Татьяна Орлова — бабушка Венеры
- Сергей Походаев — фолловер
- Петар Зекавица — владелец кабриолета
- Андрей Назимов — курьер
- Светлана Степанковская — Тома
- Станислав Костецкий — таксист Дед Мороз
- Сергей Пирняк — таксист
- Сахат Дурсунов — таксист
- Алексей Подольский — администратор
- Руслан Ягудин — хоккеист
- Ольга Демидова — судья

## Съёмочная группа
- Продюсер: Сергей Зёрнов
- Режиссёр-постановщик: Таисия Игуменцева
- Автор сценария: Наталия Дементьева при участии Кирилла Огошкова
- Оператор-постановщик: Александр Тананов
- Художник-постановщик: Марфа Ломакина
- Композитор и музыкальный редактор: Иван Севастьянов
- Художник по костюмам: Валентин Гнездилов
- Художник по гриму: Светлана Бондарчук
- Режиссёр монтажа: Екатерина Пивнева при участии Владислава Каптура
- Кастинг-директор: Юлия Марина
- Звукорежиссёр: Владимир Шустер
- Второй режиссёр: Сергей Сафонов
- Исполнительный продюсер: Анастасия Лунькова
- Редакторы: Андрей Апостолов и Оксана Приходько
- Художник анимации: Ася Стрельбицкая
- Звукорежиссёр на площадке: Виктор Тимшин
- Директор по производству: Татьяна Медведева
- Административный продюсер: Артур Гезеров

## Награды
- Приз за лучший семейный фильм на кинофестивале «Улыбнись, Россия!» в Туле (2017)[1],
- Приз Юла Бриннера на XV Международном кинофестивале стран АТР «Меридианы Тихого» (2017).